# Сочиво (биљка)
Сочиво или лећа (лат. Lens culinaris) једногодишња биљка из породице махунарки је пореклом са Блиског истока. Гаји се због јестивог семена које је облика сочива.
Ова биљка је део људске исхране још од неолита, и једна је од најранијих припитомљених врста. Сочиво је поврће са највећим уделом беланчевина после соје — 26%, зато и заузима и врло важну улогу у исхрани становништва неких делова света, нарочито у јужној Азији.
Постоје разне сорте сочива, различите по боји семена (смеђе, жуте, црвенкасте, зелене и црне).
По овом поврћу названа су сочива у оптици, због облика који подсећа на семе. У многим језицима, реч за оптичко сочиво је иста или је изведена из речи која се користи за сочиво као биљку.